# Bathanalia straeleni
Bathanalia straeleni là một loài ốc nước ngọt nhiệt đới có nắp, là động vật thân mềm chân bụng sống dưới nước thuộc họ Thiaridae.
Loài này có ở Burundi, Cộng hòa Dân chủ Congo, Tanzania, và Zambia. Môi trường sống tự nhiên của chúng là hồ nước ngọt có nước theo mùa.